# マッド・ドッグス&イングリッシュメン
『マッド・ドッグス&イングリッシュメン』（Mad Dogs & Englishmen）は、イングランドの歌手ジョー・コッカーが1970年に発表した初のライブ・アルバム。同年3月末にニューヨークのフィルモア・イーストで録音され、2枚組のLPレコードとして発売された。
本作を発売したA&Mレコードの設立者の1人であるジェリー・モスは、本作を評して「まれに見るレコードで、我々が出してきたレコードの中でも特に偉大なものの1つ」であると語っている。
CDでは1枚にまとめられた。オリジナル・アルバムの録音・発表から35周年に当たる2005年には、多くのボーナス・トラックを追加したCD2枚組のデラックス・エディション盤が発売された。

## 背景
コッカーが1970年3月から5月にかけて行ったアメリカ・ツアーには、彼のバック・バンドであるグリース・バンドのメンバーだったクリス・ステイントンに加えて、本作をプロデュースしたレオン・ラッセルの人脈のアメリカ人ミュージシャンが多数参加した。その中には、この年にデレク・アンド・ザ・ドミノスのメンバーとなるカール・レイドルとジム・ゴードン、翌1971年に初のソロ・アルバムを発表するリタ・クーリッジ、後にジョン・レノンやジョージ・ハリスンのレコーディングに参加するジム・ケルトナー、後にローリング・ストーンズのサポート・メンバーとなるボビー・キーズがいた。本作のもう1人のプロデューサーだったデニー・コーデルはゴードン、ケルトナー、チャック・ブラックウェルと3人ものドラマーを起用する案に反対してラッセルに「1人で十分」と言ったが、ラッセルは「2人に『来るな』なんて言えるのかい?」と反論したという。
3月13日からリハーサルが始められ、17日のリハーサルではシングル用の「あの娘のレター」「スペース・キャプテン」が録音された。コッカーら一行は19日にデトロイトへ向かい、翌日に初日の公演を行った。
本作には初日から約一週間後にニューヨークのフィルモア・イーストで行われた公演の模様が収録された。彼の前2作のスタジオ・アルバムでは取り上げられていなかったローリング・ストーンズの「ホンキー・トンク・ウィメン」やボブ・ディランの「北国の少女」、コーラスのクーリッジがリード・ボーカルを担当したデラニー&ボニー・アンド・フレンズの「スーパースター」等のカヴァーが収録された。

## 反響
母国イギリスでは初の全英アルバムチャート入りを果たして最高16位に達した。アメリカのBillboard 200でも初のトップ10入りを果たし、『ビルボード』誌のR&Bアルバム・チャートでは23位に達した。オランダのアルバム・チャートでは、1971年10月に2週間トップ10入りした。

## デラックス・エディション盤
2005年に発売されたCD2枚組のデラックス・エディション盤には、コッカー以外のメンバーがリード・ボーカルを担当したものを含むライブ音源8曲と、スタジオ録音の4曲が追加され、曲順も変更された。
ライブ音源のうちクローディア・レニアが歌った「レット・イット・ビー」のカヴァーは、レオン・ラッセルとレニアが連名で発表したシングル「バラード・オブ・マッド・ドッグス&イングリッシュメン」（1971年）のB面収録曲だった。ディスク2の最後の4曲がスタジオ録音による音源で、「あの娘のレター」と「スペース・キャプテン」は未発表だったステレオ・ミックスのヴァージョンが収録された。

## 収録曲

### オリジナル盤
1. イントロダクション - Introduction - 0:43
2. ホンキー・トンク・ウィメン - Honky Tonk Women (Mick Jagger, Keith Richards) - 3:47
3. イントロダクション - Introduction - 0:17
4. スティックス・アンド・ストーンズ - Sticks and Stones (Titus Turner, Henry Glover) - 2:37
5. クライ・ミー・ア・リヴァー - Cry Me a River (Arthur Hamilton) - 4:00
6. バード・オン・ザ・ワイアー - Bird on the Wire (Leonard Cohen) - 6:34
7. フィーリン・オールライト - Feelin' Alright (Dave Mason) - 5:47
8. スーパースター - Superstar (Leon Russell, Bonnie Bramlett) - 5:02
9. イントロダクション - Introduction - 0:16
10. レッツ・ゴー・ゲット・ストーンド - Let's Go Get Stoned (Valerie Simpson, Nickolas Ashford, Joseph Armstead) - 7:30
11. ブルー・メドレー - Blue Medley - 12:46
  1. アイル・ドラウン・イン・マイ・オウン・ティアーズ - I'll Drown in My Own Tears (Henry Glover)
  2. 僕のベイビーに何か - When Something Is Wrong with My Baby (Isaac Hayes, David Porter)
  3. アイヴ・ビーン・ラヴィング・ユー・トゥー・ロング - I've Been Loving You Too Long (Otis Redding, Jerry Butler)
12. イントロダクション - Introduction - 0:21
13. 北国の少女 - Girl from the North Country (Bob Dylan) - 2:32
14. ギヴ・ピース・ア・チャンス - Give Peace a Chance (L. Russell, B. Bramlett) - 4:24
15. イントロダクション - Introduction - 0:41
16. シー・ケイム・イン・スルー・ザ・バスルーム・ウィンドウ - She Came in Thru the Bathroom Window (John Lennon, Paul McCartney) - 3:01
17. スペース・キャプテン - Space Captain (Matthew Moore) - 5:15
18. あの娘のレター - The Letter (Wayne Carson Thompson) - 4:46
19. デルタ・レディ - Delta Lady (L. Russell) - 5:40

### 2005年デラックス・エディション盤
※は2005年盤に追加収録された音源。

#### ディスク1
1. ホンキー・トンク・ウィメン - Honky Tonk Women (Mick Jagger, Keith Richards) - 4:57
2. シー・ケイム・イン・スルー・ザ・バスルーム・ウィンドウ - She Came in Thru the Bathroom Window (John Lennon, Paul McCartney) - 3:18
3. ザ・ウェイト - The Weight (Robbie Robertson) - 5:57（※）
4. スティックス・アンド・ストーンズ - Sticks and Stones (Titus Turner, Henry Glover) - 2:46
5. バード・オン・ア・ワイアー - Bird on a Wire (Leonard Cohen) - 6:31
6. クライ・ミー・ア・リヴァー - Cry Me a River (Arthur Hamilton) - 4:05
7. スーパースター - Superstar (Leon Russell, Bonnie Bramlett) - 4:59
8. フィーリン・オールライト - Feelin' Alright (Dave Mason) - 5:47
9. サムシング - Something (George Harrison) - 5:33（※）
10. ダーリン・ビー・ホーム・スーン - Darling Be Home Soon (John Sebastian) - 5:48（※）
11. レット・イット・ビー - Let It Be (J. Lennon, P. McCartney) - 3:40（※）
12. ファーザー・オン・アップ・ザ・ロード - Further on Up the Road (Don Robey, Joe Veasey) - 4:00（※）

#### ディスク2
1. レッツ・ゴー・ゲット・ストーンド - Let's Go Get Stoned (Valerie Simpson, Nickolas Ashford, Joseph Armstead) - 8:04
2. スペース・キャプテン - Space Captain (Matthew Moore) - 5:19
3. ハミングバード - Hummingbird (L. Russell) - 4:07（※）
4. ディキシー・ララバイ - Dixie Lullaby (L. Russell, Chris Stainton) - 2:57（※）
5. あの娘のレター - The Letter (Wayne Carson Thompson) - 4:31
6. デルタ・レディ - Delta Lady (L. Russell) - 7:02
7. ギヴ・ピース・ア・チャンス - Give Peace a Chance (L. Russell, B. Bramlett) - 4:45
8. オールド・タイム・ブルース・メドレー - Blue Medley - 12:36
  1. アイル・ドラウン・イン・マイ・オウン・ティアーズ - I'll Drown in My Own Tears (Henry Glover)
  2. 僕のベイビーに何か - When Something Is Wrong with My Baby (Isaac Hayes, David Porter)
  3. アイヴ・ビーン・ラヴィング・ユー・トゥー・ロング - I've Been Loving You Too Long (Otis Redding, Jerry Butler)
9. ウィズ・ア・リトル・ヘルプ・フロム・マイ・フレンズ（心の友） - With a Little Help from My Friends (J. Lennon, P. McCartney) - 8:38（※）
10. 北国の少女 - Girl from the North Country (Bob Dylan) - 2:43
11. ウォーム・アップ・ジャム インクルーディング アンダー・マイ・サム - Warm-Up Jam (Including Under My Thumb) (M. Jagger, K. Richards) - 5:43（※）
12. あの娘のレター（シングル・ヴァージョン／未発表ステレオ・ミックス） - The Letter (Studio Single Version) (W. C. Thompson) - 4:11（※）
13. スペース・キャプテン（シングル・ヴァージョン／未発表ステレオ・ミックス） - Space Captain (Studio Single Version) (M. Moore) - 4:31（※）
14. バラード・オブ・マッド・ドッグス&イングリッシュメン - The Ballad of Mad Dogs & Englishmen (L. Russell) - 4:00（※）

## 参加ミュージシャン
- ジョー・コッカー - ボーカル
- レオン・ラッセル - リード・ボーカル(on "Hummingbird", "Dixie Lullaby", "The Ballad of Mad Dogs & Englishmen")、ギター、ピアノ、アレンジ
- クリス・ステイントン - ピアノ、オルガン、アレンジ
- ドン・プレストン - リード・ボーカル(on "Further on Up the Road")、リズムギター、コーラス
- カール・レイドル - ベース
- ジム・ゴードン - ドラムス
- ジム・ケルトナー - ドラムス
- チャック・ブラックウェル - パーカッション、ドラムス
- サンディ・コニコフ - パーカッション
- ボビー・トーレス - コンガ
- ジム・プライス - トランペット
- ボビー・キーズ - テナー・サックス
- リタ・クーリッジ - リード・ボーカル(on "Superstar")、コーラス
- クローディア・レニア - リード・ボーカル(on "Let It Be")、コーラス
- ダニエル・ムーア - コーラス
- ドナ・ワイス - コーラス
- パメラ・ポランド - コーラス
- マシュー・ムーア - コーラス
- ドナ・ウォッシュバーン - コーラス
- ニコル・バークレイ - コーラス
- ボビー・ジョーンズ - コーラス